# Рёсер, Мартейн
Мартейн Францискюс Рёсер (нидерл. Martijn Franciscus Reuser; род. 1 февраля 1975, Амстердам) — нидерландский футбольный полузащитник и тренер. Известен по выступлениям за «Аякс», «Ипсвич Таун» и сборную Нидерландов.

## Клубная карьера
Рёсер — воспитанник клуба «Аякс». 24 октября 1993 года в матче против «Фейеноорда» он дебютировал в Эредивизи. В 1994 году Мартейн стал чемпионом Нидерландов. 20 августа 1995 года в поединке против «Утрехта» он забил свой первый гол за амстердамский клуб. В том же сезоне Рёсер стал обладателем Кубка Нидерландов и во второй раз выиграл чемпионат, а через год стал трёхкратным чемпионом Нидерландов. В составе «Аякса» он также выиграл Кубок чемпионов, Суперкубкок УЕФА и Межконтинентальный кубок. Мартейн не был футболистом основы поэтому в 1997 году он на правах аренды на два сезона перешёл в «Витесс». 18 октября в матче против «Роды» Рёсер дебютировал за новую команду. В 1999 году он вернулся в «Аякс».
В 2000 году Мартейн вместе с Набилем Абидаллой и Гильермо Гравеном перешёл в английский «Ипсвич Таун». 19 августа в поединке против «Тоттенхэм Хотспур» он дебютировал в английской Премьер-лиге. В 2002 году «Ипсвич» занял восемнадцатое место и вылетел в Чемпионшип, но Рёсер остался в команде ещё на два сезона.
В 2004 году Мартейн вернулся на родину, где два сезона отыграл за «Виллем II». В 2006 году Рёсер перешёл в «Валвейк». 20 августа в поединке против своего бывшего клуба «Аякса» Мартейн дебютировал за новый клуб. 15 октября в матче против Фейеноорда он забил свой первый гол за Валвейк. В 2008 году Рёсер подписал контракт с НАК Бреда. 31 августа в поединке против АЗ он дебютировал за новую команду. 27 сентября в матче против «Херенвена» Мартейн забил свой первый гол за НАК. В 2010 году Рёсер завершил карьеру футболиста.

## Международная карьера
13 октября 1998 года в товарищеском матче против сборной Ганы Рёсер дебютировал за сборную Нидерландов.

## Статистика

### Матчи Рёсера за сборную Нидерландов
| Матчи Рёсера за сборную Нидерландов | Матчи Рёсера за сборную Нидерландов | Матчи Рёсера за сборную Нидерландов | Матчи Рёсера за сборную Нидерландов | Матчи Рёсера за сборную Нидерландов | Матчи Рёсера за сборную Нидерландов |
| ----------------------------------- | ----------------------------------- | ----------------------------------- | ----------------------------------- | ----------------------------------- | ----------------------------------- |
| №                                   | Дата                                | Соперник                            | Счёт                                | Голы Рёсера                         | Соревнование                        |
| 1                                   | 13 октября 1998                     | Гана                                | 0:0                                 | —                                   | Товарищеский матч                   |

Итого: 1 матч / 0 голов; 0 побед, 1 ничья, 0 поражений.

## Достижения
Командные
«Аякс»
- Чемпионат Нидерландов по футболу — 1993/94, 1994/95, 1995/96
- Обладатель Кубка Нидерландов — 1995/96
- Обладатель Суперкубка Нидерландов — 1994, 1995
- Обладатель Суперкубка УЕФА — 1995
- Обладатель Межконтинентального кубка — 1995
- Обладатель Кубка чемпионов УЕФА — 1994/95